# 阿拉克
34°05′N 49°42′E / 34.08°N 49.7°E

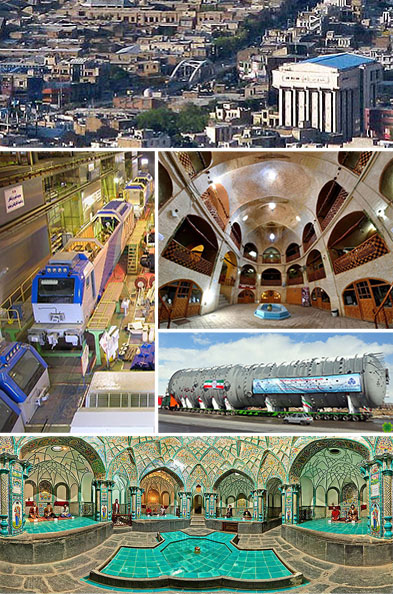

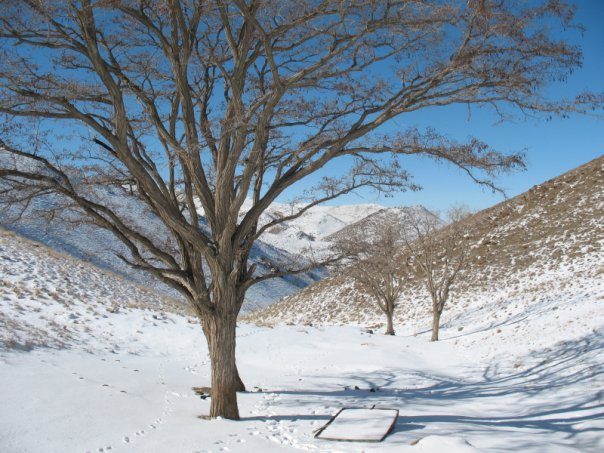

阿拉克（羅馬化：Arāk，國際音標：[æˈɾɒːk] ⓘ）是伊朗的城市，位於該國西北部，距離首都德黑蘭260公里，由中央省負責管轄，海拔高度1,750米，每年平均降雨量346毫米，2011年人口536,572。

## 外部連結
- Arãk （页面存档备份，存于） entries in the Encyclopaedia Iranica